# Рене Рейнгард
Рене Рейнгард (нід. Renée Reinhard; нар. 16 березня 1990) — колишня нідерландська тенісистка.
Найвищу одиночну позицію світового рейтингу — 489 місце досягла 7 липня 2008, парну — 489 місце — 7 липня 2008 року.
Здобула 2 одиночні та 5 парних титулів туру ITF.

## Фінали ITF

### Одиночний розряд (2–2)
| Результат | Ранг | Дата           | Турнір                                        | Покриття   | Суперниця      | Рахунок          |
| --------- | ---- | -------------- | --------------------------------------------- | ---------- | -------------- | ---------------- |
| Перемога  | 1.   | 16 липня 2006  | Брюссельський столичний регіон, Бельгія       | Ґрунт      | Марлот Медденс | 2–6, 6–4, 7–6(4) |
| Поразка   | 1.   | 9 вересня 2007 | Алфен-ан-ден-Рейн (муніципалітет), Нідерланди | Ґрунт      | Аранча Рус     | 6–4, 5–7, 6–7(2) |
| Перемога  | 2.   | 14 січня 2008  | Штутгарт, Німеччина                           | Тверде (i) | Ніколь Рінер   | 2–6, 6–4, 6–4    |
| Поразка   | 2.   | 27 січня 2008  | Каарст, Німеччина                             | Килим (i)  | Неуза Сілва    | 3–6, 1–6         |

### Парний розряд (5–3)
| Результат | Ранг | Дата              | Турнір                                        | Покриття | Партнерка        | Суперниці                         | Рахунок          |
| --------- | ---- | ----------------- | --------------------------------------------- | -------- | ---------------- | --------------------------------- | ---------------- |
| Перемога  | 1.   | 2 липня 2006      | Гергюговард, Нідерланди                       | Ґрунт    | Karen Nijssen    | Даніелле Гармсен Alexandra Poorta | 7–5, 6–3         |
| Поразка   | 1.   | 3 грудня 2006     | Тель-Авів, Ізраїль                            | Тверде   | Марріт Бонстра   | Ева-Марія Гох Ана Веселинович     | 4–6, 6–7         |
| Перемога  | 2.   | 26 серпня 2007    | Влардінген, Нідерланди                        | Ґрунт    | Даніелле Гармсен | Таліта Де Ґрот Анна Савицька      | 3–6, 6–4, 6–2    |
| Перемога  | 3.   | 10 вересня 2007   | Алфен-ан-ден-Рейн (муніципалітет), Нідерланди | Ґрунт    | Даніелле Гармсен | Келлі Андерсон Каді Пулер         | 6–2, 6–4         |
| Поразка   | 2.   | 5 листопада 2007  | Редбрідж, Велика Британія                     | Тверде   | Даніелле Гармсен | Наомі Броді Патрицья Сандуська    | 6–0, 1–6, [5–10] |
| Поразка   | 3.   | 11 листопада 2007 | Сандерленд, Велика Британія                   | Тверде   | Даніелле Гармсен | Катаріна Браун Елізабет Томас     | 3–6, 1–6         |
| Перемога  | 4.   | 22 червня 2008    | Алкмар, Нідерланди                            | Ґрунт    | Даніелле Гармсен | Неда Козич Анастасія Полторацька  | 6–2, 7–6(10)     |
| Перемога  | 5.   | 29 червня 2008    | Бреда, Нідерланди                             | Ґрунт    | Даніелле Гармсен | Іма Богуш Леся Цуренко            | w/o              |